# Silver Surfer
Silver Surfer, alter ego di Norrin Radd, è un personaggio immaginario dei fumetti creato da Stan Lee e Jack Kirby nel 1966 e pubblicato dalla casa editrice statunitense Marvel Comics. Esordisce nella serie The Fantastic Four (vol. 1) n. 48 del 1966, nella Trilogia di Galactus, il cui riscontro positivo da parte del pubblico porta a dedicargli una sua serie personale nel 1968 disegnata da John Buscema, che, seppur di breve durata, vince nel 1968 e nel 1969, il prestigioso premio Alley. Il sito web IGN ha inserito Silver Surfer alla 41ª posizione nella classifica dei cento maggiori eroi della storia dei fumetti, prima di Tempesta e dopo Mister Fantastic. Il personaggio ha avuto finora una trasposizione cinematografica nel 2007.
Silver Surfer è un alieno umanoide con pelle metallica che può viaggiare nello spazio con l'aiuto della sua imbarcazione simile a una tavola da surf. Originariamente un giovane astronomo di nome Norrin Radd sul pianeta Zenn-La, ha salvato il suo pianeta natale dal divoratore di pianeti, Galactus, servendo come suo araldo. Intriso, in cambio, di una parte del Potere Cosmico di Galactus acquisì un vasto potere, un nuovo corpo e un velivolo simile a una tavola da surf su cui poteva viaggiare più veloce della luce. Ora noto come Silver Surfer, ha vagato per il cosmo alla ricerca di pianeti che Galactus potesse consumare. Quando i suoi viaggi lo portarono sulla Terra incontrò i Fantastici Quattro, che lo aiutarono a riscoprire la sua nobiltà di spirito. Tradendo Galactus, salvò la Terra ma fu esiliato lì come punizione.
Secondo fonti attive degli studi Marvel, il personaggio è stato pensato e creato dal solo Kirby, che lo pensava come un essere di pura energia che voleva scoprire le passioni umane. Stan Lee, invece, si invaghì a tal punto del personaggio da decidere di modificarlo facendolo diventare un umanoide trasformato da Galactus in un super-essere capace di molteplici cose, che aveva dimenticato le emozioni in seguito a un'amnesia e che avrebbe recuperato la sua umanità sulla Terra. Quando Lee scelse il più perfezionista Buscema, Kirby si sentì oltremodo amareggiato e Silver Surfer restò di fatto uno dei motivi del divorzio della coppia d'oro e del suo addio alla Marvel.

## Storia editoriale
Il personaggio esordì negli Stati Uniti nel 1966 nella serie Fantastic Four nei n. 48, 49 e 50, in tre puntate che formano la Trilogia di Galactus nella quale i Fantastici Quattro devono difendere la Terra dalla minaccia cosmica rappresentata da Galactus, il divoratore di mondi, giunto per assorbire l'energia del pianeta e quindi annientare su di esso la vita.
Successivamente seguirono altre storie sempre come comprimario dei Fantastici Quattro (ad esempio dal n. 55 al 61, sul 72 e dal n. 74 al 77), fino un'esperienza come unico protagonista su Fantastic Four Annual n. 5 del 1967.

### Le serie autonome
Nel 1968 la Marvel decise di dedicare al personaggio una testata disegnata da John Buscema che seppe dare una versione di Silver Surfer molto apprezzata. Questa prima serie autonoma, di indubbio valore storico-artistico, scritta da Stan Lee, durò soltanto 18 numeri chiudendo nel 1970. In essa si narrano dapprima le origini dei poteri del personaggio, evocate dalla memoria del protagonista stesso che soffre per il suo esilio sulla Terra e si lascia andare alla nostalgia per il suo pianeta natale e per la sua amata Shalla Ball; rievoca quindi il momento in cui sacrifica la sua libertà per il bene del suo pianeta, accettando di diventare l'araldo di Galactus. Ciascuno dei successivi episodi è dedicato all'approfondimento di un certo tema, come il rapporto con chi è diverso, la fiducia, l'anima; gli episodi si concludono quasi sempre con Surfer che si allontana verso il cielo cacciato dagli stessi umani che ha appena salvato. La serie introdusse e contribuì a sviluppare la psicologia e il carattere di numerosi personaggi ancora presenti nell'Universo Marvel, come Mefisto e lo Straniero.
Negli anni ottanta vennero pubblicate due nuovi serie di Silver Surfer: la seconda, Silver Surfer (vol. 2), composta da un solo albo del giugno 1982 e realizzato da Stan Lee e John Byrne, e la terza, Silver Surfer (vol. 3), edita dal 1987 al 1998 per 146 numeri iniziata da Steve Englehart e terminata da un lungo ciclo di J.M. DeMatteis.
Tra il 1988 e il 1989, il celebre autore francese Moebius ha dato una sua personale interpretazione del personaggio, pubblicata anche in lingua italiana. Un altro romanzo a fumetti assai significativo nella storia dell'araldo argentato è Il buio oltre le stelle (1995), realizzata da Ron Marz e Claudio Castellini, autore italiano molto attivo negli Stati Uniti d'America. Anche quest'ultima opera ha avuto un'edizione italiana.
Nel decennio successivo venne pubblicata la quarta serie, Silver Surfer (vol. 4), per soli 14 numeri, nel biennio 2003-2004. A queste seguirono due miniserie: la prima di 5 albi edita nel 2011 e la sesta nel 2014 composta da 15 albi. Nel 2016 è esordita la settima serie dedicata al personaggio, Silver Surfer (vol. 7), scritta da Dan Slott e disegnata da Michael Allred all'interno della linea editoriale All-New, All-Different Marvel, mentre nel 2019 viene pubblicata l'ottava, Silver Surfer: Nero, scritta da Donny Cates e disegnata/colorata da Tradd Moore, parte del "Marvel Cosmic Universe by Donny Cates Omnibus Vol. 1", raccolta della sotto-trama cosmica all'interno della Marvel Comics, iniziata nel 2016 con Thanos: Vince.

### Miniserie/one shot
- The Silver Surfer[19] (1978)
- Silver Surfer: The Enslavers (1990)
- Silver Surfer: Homecoming (1991)
- Silver Surfer / Warlock: Resurrection nn. 1-4 (marzo 1993 - giugno 1993)
- Silver Surfer Vs. Dracula (1994)
- Rune / Silver Surfer n. 1 (giugno 1995), Malibu Comics
- Green Lantern / Silver Surfer: Unholy Alliances (1995), DC Comics/Marvel Comics
- Silver Surfer Dangerous Artifacts (1996)
- Silver Surfer / Weapon Zero (1996)
- Devil's Reign 1/2: Silver Surfer / Witchblade (1996), Top Cow/Marvel Comics/Wizard
- Silver Surfer / Superman (1997), DC Comics/Marvel Comics
- Captain Universe / Silver Surfer (gennaio 2006)
- Annihilation: Silver Surfer nn. 1-4 (giugno 2006 - settembre 2006)
- Silver Surfer: Requiem nn. 1-4 (luglio 2007 - ottobre 2007)
- Silver Surfer: In Thy Name nn. 1-4 (novembre 2007 - febbraio 2008)
- Silver Surfer: Black nn. 1-5 (giugno 2019 - ottobre 2019)

### Edizione italiana
La prima serie di Silver Surfer è stata pubblicata originariamente in Italia dalla Editoriale Corno, in appendice all'incredibile Devil. È stata poi riproposta dalla Play Press nella collana "Play Book" (1990-1992, 4 albi) ed ancora nel 2009 da Marvel Italia in un volume di grande formato. La seconda serie è stata pubblicata da due editori: Play Press, che ha realizzato una collana omonima di 53 numeri, e da Marvel Italia, prima con una collana dallo stesso nome ma di durata inferiore (17 numeri più il numero 0), quindi sui Fantastici Quattro (157-183). La terza serie regolare (di 14 numeri) è stata pubblicata in due volumi della collana "100% Marvel", sempre edita da Marvel Italia.

## Biografia del personaggio
A seguito del potere cosmico conferitogli da Galactus possiede forza e resistenza notevoli e la capacità di manipolare la materia a suo piacimento. Ha una tavola da surf che gli permette di volare a una velocità superiore a quella della luce e di viaggiare nel tempo e fra le dimensioni.
Silver Surfer è presentato come un araldo extraterrestre di Galactus, il potentissimo divoratore di mondi, che lo prelevò in cambio della salvezza del suo pianeta natale (Zenn-La) e gli conferì i suoi superpoteri, inclusa l'epidermide argentea che rende il suo corpo quasi invulnerabile e la capacità di viaggiare a incredibile velocità negli spazi siderali con l'ausilio di un'inusuale tavola da surf, che in tutti i fumetti è sempre stata definita dallo stesso Norrin "asse".
Giunto infine sulla Terra, a causa della sua pietà verso il genere umano e all'incontro con la scultrice cieca Alicia Masters, Silver Surfer si ribellò al suo padrone, alleandosi con i Fantastici Quattro nel tentativo di sconfiggerlo. Galactus decise dunque di esiliarlo sul pianeta che aveva contribuito a salvare. Le peculiarità di questo complesso personaggio sono il rapporto decisamente relativistico rispetto al concetto di bene e l'approfondimento del tema del diverso, in linea con la visione Marvel dei "supereroi con superproblemi".
Altra peculiarità del personaggio è la sua asse da surf, che lo raggiunge sempre, a meno che non sia bloccata da forze soprannaturali (per esempio da Mefisto o dalla morsa del cane Lockjaw).
Il potere cosmico gli permette di curare, agire su meccanismi e di sparare fortissimi colpi d'energia: inoltre non sembra necessitare di respirare, nutrirsi o scaldarsi. Curiosamente può essere steso da gas, da scariche energetiche o dalla forza bruta. Col tempo, tuttavia, i suoi poteri sono stati approfonditi e revisionati, e Surfer è stato mostrato come un essere abilissimo, col completo controllo della materia, capace anche di trasformare la sua asse in un mappamondo, come successo nelle storie della Rinascita dei Fantastici Quattro, o come trasformare un tostapane in oro.
Il suo acerrimo nemico è Mefisto, un demonio che brama la sua anima e che per ottenerla non esita a rapire ripetutamente la bella Shalla-Bal, la donna di cui Surfer è innamorato.
La prima volta che ha affrontato Mefisto questi aveva convinto Shalla Bal a seguirlo e aveva offerto a Silver Surfer di restituirgliela in cambio della sua anima. Il cavaliere dei cieli però rifiutò e Shalla Bal tornò indietro. Negli anni il rapporto tra i due si è fatto sempre più intricato. Oltre a Mefisto, altri criminali, come il Dottor Destino, tentarono di usare la donna per sconfiggere Silver Surfer. In una storia scritta da Lee e disegnata da Kirby, Doom riesce a ingannare il surfista e a rubargli i poteri, appropriandosi della sua tavola. Un esperimento simile viene ripreso nel secondo adattamento cinematografico del super gruppo ed in alcune serie televisive.
Successivamente Silver Surfer giocò un ruolo decisivo nell'evento cosmico Il guanto dell'infinito. Lui, assieme ad Adam Warlock, è il primo eroe che si accorge dell'immenso potenziale di Thanos e si reca sulla Terra per avvertire tutti gli eroi.
Pur essendo uno dei più nobili e potenti personaggi Marvel, non ha mai fatto parte dei Vendicatori, poiché ritiene che il suo posto sia nello spazio, lontano dalla Terra che lui considera popolata da gente violenta e barbara, mentre i doveri di un Vendicatore gli imporrebbero il contrario.
Ha fatto però parte, e tuttora è stato ripreso dopo gli avvenimenti del crossover Fear Itself, dei Difensori, controverso super gruppo originariamente formato da Surfer, Namor, Dottor Strange e Hulk.
Negli anni il rapporto di amore-odio tra Silver Surfer e Galactus si è evoluto. Silver Surfer considera Galactus suo nemico e lo combatte al fianco di altri eroi per salvare i pianeti, ma non esita ad aiutarlo se ha bisogno come nella battaglia contro Eternità.

## Cicli di storie

### La trilogia di Galactus
L'arrivo di Galactus sulla Terra è preceduto da quello del suo araldo, Silver Surfer, giunto in avanscoperta per prepararne l'opera. Già in questa prima apparizione si delineano le caratteristiche principali del personaggio, tormentato da difficili scelte tra il proprio bene e ciò che ritiene giusto fare e, avendo casualmente conosciuto Alicia Masters, una scultrice cieca, nascerà in lui un senso di rispetto per la razza umana che lo porterà a tradire il suo padrone e a difendere la Terra. L'Osservatore intende difendere l'umanità dalla minaccia; la sua antica promessa di non interferire con ciò che avviene nell'Universo lo porta a giocare un ruolo di semplice consigliere, senza entrare direttamente in conflitto. Solo grazie al ruolo giocato dall'Osservatore, all'incontro di Silver Surfer con Alicia Masters e alla sua conseguente ribellione i Fantastici Quattro potranno affrontare il pericolo di distruzione totale della Terra. I Fantastici Quattro, con i loro poteri, incomparabilmente inferiori a quelli di Galactus, non hanno alcuna possibilità di difendere il pianeta, e questo introduce un elemento certo non comune nelle storie di supereroi: la limitatezza umana di fronte alla vastità del cosmo e alla potenza racchiusa in esso. Galactus, per punire la ribellione di Silver Surfer, gli toglie la possibilità di vagare per le galassie come suo araldo, cosa che comporterà per il surfista un esilio perpetuo sulla Terra. Il personaggio, condannato da una barriera invisibile a rimanere sulla Terra, rimpiange la libertà degli spazi cosmici e si rende conto di essersi sacrificato per una specie, quella umana, il cui comportamento è dettato ai suoi occhi solo da smanie per il potere e dall'egoismo più cieco. A volte però piccoli episodi gli fanno intuire il valore degli uomini, al di là dei loro comportamenti, assurdi agli occhi di chi conosce il potere cosmico.

### Planet Hulk
Durante Planet Hulk Silver Surfer viene momentaneamente soggiogato dal Re Rosso e costretto a battersi con Hulk. Essendo stati a lungo compagni nei Difensori, i due non vogliono battersi tra loro, ma il Re Rosso costringe Silver Surfer ad attaccare Hulk tramite un disco d'obbedienza (uno strumento di manipolazione mentale). Dopo una furiosa battaglia, lo Sfregio Verde distrugge il disco d'obbedienza, liberando così il surfista d'argento dal controllo dell'imperatore di Sakaar. Appena liberato, Silver Surfer lascia il pianeta, dopo aver invitato inutilmente Hulk a seguirlo.

### Annihilation
Durante Annihilation, Silver Surfer riunisce altri araldi di Galactus e torna a essere araldo di Galactus, per salvare l'universo da Annihilus, Tenebroso e Aegis. Silver Surfer libera Galactus (catturato da Annihilus), e distrugge un'intera flotta di attacco, ma, malgrado l'insistenza di Galactus, si rifiuta di uccidere Famelico, un lacchè del signore della Zona Negativa, dopo averlo sconfitto nettamente in battaglia. In seguito riesce anche a sconfiggere Tenebroso e Aegis facendoli entrare nell'entropia, in modo da venire risucchiati in un buco nero.

### L'Ordine di Thanos
Durante il combattimento tra le flotte dei Kree e degli Shi'ar contro gli invasori provenienti dal portale interdimensionale conosciuto come la Faglia, Silver Surfer funge da araldo agli Astratti, che erano giunti in forse per contrastare gli invasori. Viene poi reclutato da Nova e da Quasar per entrare a far parte degli Devastatori, un gruppo di eroi costituito da Beta Ray Bill, Ronan l'accusatore, Gladiatore, Quasar, Nova e Silver Surfer; questi andranno all'attacco della flotta nemica, per liberare i prigionieri fatti dagli Esseri dai molti Angoli.

### Il seme di Galactus
Tempo dopo giunge sulla Terra di nuovo al servizio di Galactus, chiedendo agli Asgardiani di permettere al suo padrone di nutrirsi del seme presente all'interno dell'albero del mondo, l'unica cosa che potrebbe porre fine per sempre alla sua perenne fame. Quando Odino rifiuta, Silver Surfer e Galactus scendono in guerra contro Asgard e l'araldo affronta Thor stesso, tenendogli testa finché il Divoratore e Odino non giungono ad un compromesso. Silver Surfer viene lasciato sulla Terra da Galactus in modo che protegga lui stesso il seme in attesa che venga il giorno in cui verrà concesso a Galactus di nutrirsene, mentre Galactus si procura un nuovo araldo prima di andarsene.

### Marvel Zombi
Nell'universo Marvel Zombi, Silver Surfer, araldo di Galactus, viene inviato su Terra-2149 in avanscoperta. Durante uno scontro con gli zombi viene ucciso da Hulk, il quale, insieme a Captain America, Iron Man, Luke Cage, Wolverine, Giant-Man e l'Uomo Ragno ne divora i resti acquisendo parte dei suoi poteri cosmici.

### Nero
Silver Surfer partecipa alla cerimonia funebre di Thanos durante l'enunciazione dell'eredità, quando l'Ordine Nero usa un fucile "spara-buchi neri" e il surfista viene inghiottito da uno di essi. Una volta dentro scopre di aver viaggiato nel tempo fino alle origini dell'universo e si trova a combattere Knull, dio dei simbionti, che lo fa avvolgere da uno dei suoi figli per breve tempo. Silver Surfer riesce a liberarsi grazie all’aiuto di Ego ma lo scontro lo indebolisce molto. Chiede aiuto ad Ego il Pianeta vivente, che gli dà un seme che tiene sopra il cuore. Silver Surfer con il corpo totalmente inglobato dal nero (dovuto all’emissione di una potente luce che lo porta quasi alla morte), sconfigge il dio e pianta il seme su Zenn-La, il suo pianeta d'origine. Viene poi portato nel presente dai Guardiani della Galassia.

## Poteri e abilità
Silver Surfer detiene il Potere Cosmico che gli è stato donato da Galactus e che gli conferisce capacità quasi divine, come quella di manipolare la materia dell'Universo o la rigenerazione delle ferite.
Può attraversare lo spazio, le dimensioni, viaggiare nel tempo, e può volare a una velocità centinaia di volte superiore a quella della luce. Non ha inoltre bisogno di nutrirsi, dormire o respirare. In passato ha dimostrato di poter attraversare stelle, supernove e buchi neri. È immune alle più alte temperature, difatti, come dimostrano le storie in cui combatte contro Mefisto, nemmeno il calore dell'Inferno può nuocergli. Può anche assorbire qualunque tipo di radiazione (ha riferito che può assorbire quantità d'energia infinita dalle stelle) o formarla lui stesso, può drenare l'energia di qualunque essere, indebolendolo completamente. In un'occasione ha anche assorbito le radiazione gamma di Hulk facendolo ritrasformare in Banner. Il suo Potere Cosmico gli concede anche altre abilità, tra cui controllare qualsiasi tipo di tecnologia.
Silver Surfer possiede un'incredibile forza sovrumana, può sollevare facilmente oggetti dall'enorme massa, e ciò gli permette di tener testa senza problemi ad esseri potenti quali Thor, Ercole e addirittura Hulk, inoltre non sembra sentire la fatica in combattimento. La sua pelle è indistruttibile e ciò gli dona una resistenza in grado di farlo sopravvivere a supernove e soli che esplodono.
È dotato della capacità di guarire gli esseri viventi, anche in punto di morte, rigenerando loro le ferite, ma non può ridare la vita ai morti. Può inoltre servirsi del Potere Cosmico per aumentare la sua forza e la sua resistenza fino a livelli infiniti. Ha dimostrato occasionalmente potenti abilità telepatiche, tra queste la lettura della mente, creare singolarità all'interno della mente di una persona, o creare delle vere e proprie allucinazioni. Silver Surfer può persino vedere attraverso il tempo e concentrandosi può realizzare la percezione degli eventi passati e futuri, ha dimostrato più volte la capacità di osservare ed identificare qualunque forma di energia, la razza e i poteri di qualunque essere che incontri, vedendone addirittura tutte le particelle subatomiche, è dotato di un udito super-umano grazie ai suoi sensi cosmici e ha dimostrato di poter cambiare anche aspetto fisico, In Silver Surfer 127 -Aprile 1997- ne abbiamo un esempio. 
L'asse di Silver Surfer è fatta dello stesso materiale di cui è composta la sua pelle, è perciò praticamente indistruttibile e nelle rare occasioni in cui è stata distrutta o scalfita, Surfer ha potuto ripararla o ricrearla. Egli può inoltre controllarla mentalmente ed in combattimento ha dimostrato che può intrappolare i suoi nemici all'interno dell'asse. Surfer possiede anche il dono dell'empatia, è infatti un essere puro di cuore e completamente buono. Non prova odio, e cerca sempre di trattenersi, di non uccidere, e provare ad essere in qualunque situazione pacifico e fare la cosa giusta. Indubbiamente Silver Surfer è uno dei più potenti supereroi della Marvel.

## Altre versioni

Copertina di Silver Surfer Requiem, di Esad Ribić

### Requiem
Nella miniserie Requiem viene proposto un possibile futuro per Silver Surfer.
La pelle argentea di Silver Surfer, pur essendo quasi indistruttibile, non è eterna. A causa del tempo essa comincia a degradarsi, ed essendo connessa al sistema nervoso di Silver Surfer comincia a causargli dei disturbi. Reed Richards analizza le condizioni di Norrin Radd, scoprendo che gli resta poco meno di un mese da vivere. Silver Surfer, su consiglio dell'Uomo Ragno, rende omaggio per l'ultima volta alla Terra, concedendo a tutti i suoi abitanti, per cinque minuti, di provare la libertà del Potere Cosmico. Decide poi di partire per il suo pianeta natale, Zenn-La. Prima della partenza, il Dottor Strange si scusa per la sua impotenza a nome delle più grandi menti del pianeta (lui stesso, Reed Richards, Charles Xavier...) e gli rende l'estremo saluto, donandogli una fiammella mistica che contiene il ricordo del benefico contributo di Norrin Radd.
Solcando lo spazio, Silver Surfer si imbatte in una guerra santa tra due pianeti combattuta da cinquanta generazioni e in pochi giorni la interrompe, lasciando l'estrema impronta di pace e razionalità nell'universo.
Giunto sul proprio pianeta, Norrin Radd ritrova l'amata Shalla-Bal e il suo sacrificio diventa simbolo di salvezza per tutto il suo popolo, che viene omaggiato di un piccolo marchio di Potere Cosmico, in grado di riportare ciascuno sulla retta via.
Dopo che Galactus stesso è venuto a dirgli addio, Silver Surfer muore sereno. Galactus crea poi una stella luminosissima in ricordo del suo araldo.

### Versione Ultimate
Nell'universo Ultimate è un'arma di Gah Lak Tus (chiamata però Silver Wings), incaricata di spingere la popolazione a suicidi di massa per facilitare la distruzione del pianeta. Compaiono diversi Silver Surfer. Uno si spaccia per profeta ed è dotato di due ali. Un altro è una specie di missile di argento liquido che può mutare forma e sopportare molti danni. Dopo la disfatta di Gah Lak Tus è scappato.
Successivamente, il vero Norrin Radd compare come araldo dell'ultimate Psycho Man sulle pagine di Ultimate Fantastic Four. Radd era un abitante di Zenn-La, prescelto da Psycho-Man, il quale rese felice tutta la popolazione telepaticamente. Il giovane, convinto che quella felicità fosse sbagliata, drogò il Re e disattivò le macchine che amplificavano le sue onde telepatiche. Il Sovrano, per punirlo, lo rese un essere argentato dalla pelle impenetrabile, dal cuore fatto di stelle, che aveva il compito di vagare per la galassia in cerca di un popolo per riabitare Zenn-La. Questa versione è chiamata Silver Searcher (tradotto in italiano "Esploratore d'Argento").

### Marvel Vs DC
Silver Surfer è stato protagonista di alcuni crossover con i personaggi DC: in uno combatte al fianco di Superman, in un altro accanto alla Lanterna Verde Kyle Rayner.

## Impatto culturale
Il personaggio è citato in alcuni film, tra cui All'ultimo respiro, dove il personaggio interpretato da Richard Gere è un patito della serie, Le iene, dove si vede un suo poster nell'appartamento di Mr. Orange, e Allarme rosso. L'album Surfing with the Alien di Joe Satriani cita il personaggio con un disegno in copertina.

## Altri media

### Cinema

Silver Surfer interpretato da Doug Jones nel film I Fantastici 4 e Silver Surfer.

- Silver Surfer è uno dei personaggi principali del film I Fantastici 4 e Silver Surfer (2007) diretto da Tim Story. Nel film è interpretato da Doug Jones, mentre la voce, in originale, era di Laurence Fishburne.
- Nel film del 2025 I Fantastici Quattro - Gli inizi, diretto da Matt Shakman, che segna il debutto della storica famiglia fumettistica nel Marvel Cinematic Universe, Silver Surfer compare nuovamente nelle vesti di araldo di Galactus. In questo caso, l'alieno non è Norrin Radd, bensì la moglie Shalla-Bal, dal momento che la pellicola è ambientata nella realtà alternativa denominata Terra-828 (il 28 agosto è infatti l'anno di nascita di Jack Kirby, creatore del personaggio). Il personaggio è qui interpretato da Julia Garner.

### Televisione
Silver Surfer compare come protagonista in:
- Silver Surfer (1998)

Silver Surfer compare anche in:
- I Fantastici Quattro (1967)
- I Fantastici Quattro (1994)
- Marvel Superheroes: What the--?! (2009)
- Super Hero Squad Show (2009)[32]
- Ultimate Spider-Man (2012)
- Hulk e gli agenti S.M.A.S.H. (2013)

### Videogiochi
- Silver Surfer
- Marvel Super Heroes in War of the Gems
- Spider-Man
- Marvel: La Grande Alleanza
- I Fantastici 4 e Silver Surfer
- Marvel Super Hero Squad
- LEGO Marvel Super Heroes
- Marvel: Sfida dei campioni
- Fortnite Battle Royale